# À
À, à یا Aیِ بَم یک حرف الفباست که در زبان‌های فرانسوی، کاتالان، ایتالیایی، گالیسی، ویلزی، گیلیک اسکاتلندی، ویتنامی و پرتغالی کاربرد دارد. همچنین در نویسه‌گردانی پین‌یین نیز از این حرف استفاده شده‌است.